# ハーバート・マクマスター
ハーバート・レイモンド・マクマスター（Herbert Raymond "H. R." McMaster、1962年7月24日 - ）は、アメリカ合衆国の退役軍人（陸軍中将）。陸軍能力統合センター長、陸軍訓練教義コマンド (TRADOC) 副司令官、ドナルド・トランプ政権の国家安全保障問題担当大統領補佐官を歴任した。H. R. マクマスターと表記されることもある。

## 経歴
1962年7月24日ペンシルベニア州フィラデルフィアに生まれる。バレー・フォージ・ミリタリー・アカデミーの高校に通学し、1980年に卒業する。ウェストポイントの陸軍士官学校を1984年に卒業し、少尉の階級を得る。その後、ノースカロライナ大学チャペルヒル校で文学修士号と軍事史の博士号 (Ph.D.) を得る。1991年、湾岸戦争では73イースティングの戦いで機甲騎兵中隊を指揮し、銀星章を受章した。イラク駐留軍司令官の特別補佐官、アフガニスタン駐留軍の合同調整機動部隊司令官などを経て、2012年6月、米軍高等機動作戦センター司令長官。2014年7月から陸軍能力統合センター長。『タイム』誌で2014年のもっとも影響力のある人物に挙げられた。マクマスターは2018年5月18日に退役した。

### 国家安全保障問題担当大統領補佐官
ドナルド・トランプ大統領によって、2017年2月20日、国家安全保障問題担当大統領補佐官に指名された。大統領補佐官の就任には議会の承認は不要だが、米軍の星3つの将官の指名であるため、星3つを保持したままでの就任には上院の承認が必要となる。2017年2月22日、日本の谷内正太郎国家安全保障局長と電話で協議した際、「各国のカウンターパートの中で最初に（谷内氏に）連絡した」「日本は重要な同盟国であり、谷内氏と今後も緊密に意見交換や連携をしていきたい」と述べたと報道された。
2017年2月、NSCスタッフ全員参加の会議でマクマスターは、テロリストはイスラム的ではないから「イスラム過激派テロ」というラベル張りは役に立たない、と述べたと報道された。これは反イスラム的な態度で知られた前任者のフリンの影響を排除しようとする発言と受け止められている。
2017年4月5日、トランプ大統領が新たな大統領令(NSPM-4)によってスティーブン・バノン首席戦略官・上級顧問をNSCから外す決定をした。その背景には安全保障分野でマクマスター補佐官の影響力が強まりつつあり、アメリカ国家安全保障会議についても、マクマスター補佐官がコントロール下に置き、スティーブン・バノンは今後、マクマスターと同席することはないだろうと報道されている。マクマスターはバノンら一部のホワイトハウス高官と「決死の戦い」を繰り広げていると報道されている。マクマスターの匿名の協力者は、これは大したことだ、と述べたという。

2017年5月15日、マクマスター補佐官はCNNに、集中できる間隔が短く、注意力が散漫になりやすいので、大統領を説得することは非常に難しいことだと述べた。また大統領が機密情報の取り扱いに無頓着なことから、国家安全保障の懸念からさらに複雑になっていると付け加えた。しかしマクマスター補佐官は、私は大統領にアドバイスするためにここにいる、バノン補佐官に打ち勝つためではないと述べている。
2018年3月22日、トランプ大統領は、ツイッターでマクマスターが辞任に同意したこと、後任は2018年4月9日付けでジョン・ボルトン元国連大使を充てることと発表した。

### 現在
2019年4月9日、マクマスターは、ワシントンDCのハドソン研究所（シンクタンク）のジャパン・チェアに就任した。
2024年8月26日、バージニア州のアーリントン国立墓地で行われた献花式に参加。アフガニスタン撤退時に死亡したアメリカ軍要員13人を追悼した。その後、CNNへのインタビューに応じ、撤退に関してトランプにも責任の一端があるかとの問いに「その通りだ」と回答。2024年アメリカ合衆国大統領選挙後の政権への参加については、トランプからは使いつくされているであろうとの見解を示した。

## 人物
- 1997年に刊行されたマクマスターの著書『義務の放棄』 (Dereliction of Duty) では、ベトナム戦争におけるロバート・マクナマラとリンドン・ジョンソン大統領の失敗を論じている。同書においてマクマスターは、解決を目指した軍事行動が抜けだらけの情報、混乱し矛盾した軍事目的によって失敗を招いたと分析している[21]。
- 2005年のイラク戦争におけるタルアガル奪回作戦では、将兵にアラブの伝統衣装を身に着けさせ地元民に扮し、家の壁の絵からスンニ派とシーア派を区別する方法を兵士に教えるなど、きめ細かい作戦指揮を行ったと報道されている[22]。
- 2005年のイラク戦争におけるマクマスター大佐の活躍

- 2017年2月、菅義偉内閣官房長官はマクマスターについて「陸軍に長年勤務しており、現場経験も豊富で陸軍きっての戦略家」と評したと報道された[23]。
- 2018年3月16日にマクマスターと会談した河野太郎外務大臣は、同月中に（同月に浮上した更迭の噂に関する報道に対して）「非常に日本を理解し、実直な方。」と評している[24]。